# يلينا برودونوفا
يلينا سيرجيفنا برودونوفا (بالروسية: Елена Серге́евна Продунова) هي متسابقة جمباز فني روسية ولدت في يوم 15 فبراير 1980 في مدينة روستوف، أبرز إنجازاتها كان فوزها بالميدالية الفضية في دورة الألعاب الأولمبية الصيفية 2000 في سيدني في مسابقة الجمباز، كما فازت بميدالية برونزية في مسابقة عارضة التوازن في نفس الدورة. بعد اعتزالها أصبحت مدربة جمباز.